# Haramiyida
De Haramiyida is een groep van uitgestorven primitieve zoogdieren uit het Laat-Trias tot Vroeg-Krijt. Het omvat de monofyletische Euharamiyida en diverse basalere vormen. De Haramiyida als geheel is waarschijnlijk parafyletisch. 

## Vondsten en verwantschap
De Haramiyida is bekend van fossielen  uit Europa, Afrika, de Verenigde Staten, Groenland en de Volksrepubliek China. 
De Haramiyida was voorheen slechts bekend van fragmentarische vondsten uit het Laat-Trias en Jura, bestaande uit tanden en kaken. Onduidelijk was of de groep wel of niet tot de kroongroep van de zoogdieren behoorde. De vondst van nieuwe soorten in de eenentwintigste eeuw in de Tiaojishan-formatie in de Chinese provincie Liaoning hebben een veel duidelijker beeld gegeven van deze groep Mesozoïsche zoogdieren. Tegenwoordig wordt de aanduiding Euharamiyida gebruikt voor de monofyletische groep en fylogenetische analyses uit 2013 en 2014 toonden aan dat de Euharamiyida als zustergroep van de Multituberculata tot de Allotheria behoort. De splitsing tussen de twee ordes zou ongeveer 208 miljoen jaar geleden hebben plaats vanuit een Haramiyavia-achtige voorouder. De uitkomst van deze analyses betekent dat de kroongroep van de zoogdieren zich al in het Laat-Trias had ontwikkeld, wat eerder is dan voorheen werd aangenomen. Nadere analyse van het fossiel van Haramiyavia liet echter een verbinding tussen de onderkaak en het middenoor zien, een eigenschap die de Euharamiyida buiten de kroongroep van de zoogdieren plaatst en tegen verwantschap met de multituberculaten pleit. De bouw van het gebit van Mirusodens, beschreven in 2023, wees daarentegen weer op indeling binnen de Allotheria.

## Indeling
De Haramiyida omvat de volgende geslachten:
- Hypsiprymnopsis (nomen dubium) (Boven-Trias van Europa)
- Millsodon (Midden-Jura van Engeland)
- Kirtlingtonia (Midden-Jura van Engeland)
- Onderorde Haramiyoidea
  - Familie Haramiyaviidae
    - Haramiyavia (Beneden-Trias of Boven-Jura van Groenland)

  - Familie Eleutherodontidae
    - Eleutherodon (Midden-Jura van Engeland en Binnen-Mongolië)

  - Familie Haramiyidae
    - Staffia (Boven-Jura van Tanzania)
    - Thomasia (Boven-Trias tot Beneden-Jura van Europa)
- Onderorde Theroteinida
  - Familie Theroteinidae
    - Mojo (Boven-Trias van België)
    - Theroteinus (Boven-Trias van Frankrijk)
- Euharamiyida
  - Arboroharamiya
  - Maiopatagium
  - Megaconus
  - Mirusodens
  - Shenshou
  - Sineleutherus
  - Vilevolodon
  - Xianshou
- Hahnodontidae[6]
  - Cifelliodon
  - Hahnodon
  - Denisodon